# 大信
大信（だいしん）は、604年から648年まで日本にあった冠位である。冠位十二階の第7で、小礼の下、小信の上にあたる。

## 概要
推古天皇11年12月5日（604年1月11日）に制定され、大化3年（647年）制定の七色十三階冠制により、翌大化4年（648年）4月1日に廃止になった。13階のどこに引き継がれたかについては2説が対立する。一つは小信とともに13階中第10階の小青にまとめられたとするもの。もう一つは、13階中第11階の大黒に、大礼・小礼・小信とともにまとめられたというものである。

## 大信の人物
大信として知られる人物は一人しかいない。平安時代の仏教説話集『日本現報善悪霊異記』にある大部屋栖野古が仏教を護った話に、屋栖野古が大信の冠位を授けられたとある。
- 大部屋栖野古 - 推古天皇13年（605年）5月5日、（日本現報善悪霊異記）